# Dharmasthali
Dharmasthali (nep. धर्मस्थली) – gaun wikas samiti w środkowej części Nepalu w strefie Bagmati w dystrykcie Katmandu. Według nepalskiego spisu powszechnego z 2001 roku liczył on 927 gospodarstw domowych i 4688 mieszkańców (2337 kobiet i 2351 mężczyzn).